# Bijelo Polje
Bijelo Polje (chirilic: Бијело Поље) este un oraș din Muntenegru, situat pe râul Lim, în partea de nord-est a țării. Are o populație urbană de 15.100 de locuitori (recensământul din 2011). Este centrul administrativ, economic și cultural a acestei părți a țării și reședința comunei Bijelo Polje, cu o populație de 46.051.
În sârbocroată „Bijelo Polje” înseamnă Câmpul alb.

## Demografie
|  |

| Demografie | Demografie | Demografie |
| An         | Locuitori  | Locuitori  |
| ---------- | ---------- | ---------- |
|            |            |            |
|            |            |            |
|            |            |            |
|            |            |            |
| 1948       | 3547       |            |
| 1953       | 4029       |            |
| 1961       | 5856       |            |
| 1971       | 8925       |            |
| 1981       | 11927      |            |
| 1991       | 16586      | 16464      |
| 2003       | 17358      | 15883      |

| \| Componența etnică (2003)[2] \| Componența etnică (2003)[2] \| Componența etnică (2003)[2] \| Componența etnică (2003)[2] \| Componența etnică (2003)[2] \| \| --------------------------- \| --------------------------- \| --------------------------- \| --------------------------- \| --------------------------- \| \| \| \| \| \| \| \| Sârbi \| Sârbi \| \| 6225 \| 40,19% \| \| Bosniaci \| Bosniaci \| \| 3305 \| 20,8% \| \| Muntenegreni \| Muntenegreni \| \| 3179 \| 20,01% \| \| Musulmani \| Musulmani \| \| 2377 \| 14,96% \| \| Romi \| Romi \| \| 43 \| 0,27% \| \| Croați \| Croați \| \| 27 \| 0,16% \| \| Albanezi \| Albanezi \| \| 22 \| 0,13% \| \| Iugoslavi \| Iugoslavi \| \| 15 \| 0,09% \| \| Macedoneni \| Macedoneni \| \| 14 \| 0,08% \| \| Germani \| Germani \| \| 8 \| 0,05% \| \| Ruși \| Ruși \| \| 6 \| 0,03% \| \| Sloveni \| Sloveni \| \| 5 \| 0,03% \| \| necunoscută \| necunoscută \| \| 186 \| 1,17% \| |              |  |      |        |
| Componența etnică (2003) |              |  |      |        |
| |              |  |      |        |
| Sârbi | Sârbi        |  | 6225 | 40,19% |
| Bosniaci | Bosniaci     |  | 3305 | 20,8%  |
| Muntenegreni | Muntenegreni |  | 3179 | 20,01% |
| Musulmani | Musulmani    |  | 2377 | 14,96% |
| Romi | Romi         |  | 43   | 0,27%  |
| Croați | Croați       |  | 27   | 0,16%  |
| Albanezi | Albanezi     |  | 22   | 0,13%  |
| Iugoslavi | Iugoslavi    |  | 15   | 0,09%  |
| Macedoneni | Macedoneni   |  | 14   | 0,08%  |
| Germani | Germani      |  | 8    | 0,05%  |
| Ruși | Ruși         |  | 6    | 0,03%  |
| Sloveni | Sloveni      |  | 5    | 0,03%  |
| necunoscută | necunoscută  |  | 186  | 1,17%  |

## Clima
| Date climatice pentru Bijelo Polje | Date climatice pentru Bijelo Polje | Date climatice pentru Bijelo Polje | Date climatice pentru Bijelo Polje | Date climatice pentru Bijelo Polje | Date climatice pentru Bijelo Polje | Date climatice pentru Bijelo Polje | Date climatice pentru Bijelo Polje | Date climatice pentru Bijelo Polje | Date climatice pentru Bijelo Polje | Date climatice pentru Bijelo Polje | Date climatice pentru Bijelo Polje | Date climatice pentru Bijelo Polje | Date climatice pentru Bijelo Polje |
| Luna                               | Ian                                | Feb                                | Mar                                | Apr                                | Mai                                | Iun                                | Iul                                | Aug                                | Sep                                | Oct                                | Nov                                | Dec                                | Anual                              |
| ---------------------------------- | ---------------------------------- | ---------------------------------- | ---------------------------------- | ---------------------------------- | ---------------------------------- | ---------------------------------- | ---------------------------------- | ---------------------------------- | ---------------------------------- | ---------------------------------- | ---------------------------------- | ---------------------------------- | ---------------------------------- |
| Maxima medie °C (°F)               | 1 (34)                             | 3 (37)                             | 7 (45)                             | 10 (50)                            | 16 (60)                            | 19 (66)                            | 22 (71)                            | 22 (71)                            | 18 (65)                            | 13 (55)                            | 6 (43)                             | 2 (36)                             | 11,5 (52,8)                        |
| Minima medie °C (°F)               | −4 (25)                            | −3 (27)                            | 0 (32)                             | 3 (38)                             | 8 (47)                             | 11 (52)                            | 13 (55)                            | 12 (54)                            | 9 (48)                             | 6 (42)                             | 1 (33)                             | −3 (27)                            | 4,4 (40)                           |
| Nr. de zile cu precipitații        | 13                                 | 14                                 | 15                                 | 15                                 | 12                                 | 8                                  | 6                                  | 6                                  | 6                                  | 11                                 | 14                                 | 15                                 | 135                                |
| Sursă: Weatherbase                 |                                    |                                    |                                    |                                    |                                    |                                    |                                    |                                    |                                    |                                    |                                    |                                    |                                    |